# قميناس
قميناس قرية تتبع منطقة إدلب في محافظة إدلب في سورية. تبعد حوالي 5.5 كم إلى الجنوب الشرقي من مدينة إدلب قرب الطريق السريع حلب-اللاذقية. فيها تل أثري فيه لقى فخّارية تعود للعصور الإسلامية. يوجد قرب هذه القرية مجمع لأصناف الزيتون تابع لقسم بحوث الزيتون في إدلب.